# Kooraste Suurjärv
Kooraste Suurjärv (est. Kooraste Suurjärv) – jezioro w Estonii, w prowincji Põlvamaa, w gminie Kanepi. Położone jest na południe od wsi Kooraste. Ma powierzchnię 42,1 ha, linię brzegową o długości 4104 m, długość 1150 m i szerokość 815 m. Otoczone jest lasem. Znajduje się na nim jedna wysepka o powierzchni 0,19 ha. Należy do pojezierza Kooraste (est. Kooraste järved). Sąsiaduje z jeziorami Vaaba, Aalupi, Uiakatsi, Hatsikõ, Kooraste Linajärv, Kõvvõrjärv. Przepływa przez nie rzeka Pühäjõgi.